# Psychologie v šachu
Psychologií v šachu se rozumí využívání znalosti soupeřovy psychiky k zvýšení svých šancí na úspěch. To se děje zejména při výběru zahájení, stylu hry (agresivní, vyčkávací apod.), ale i při výběru jednotlivých tahů v partii. Za prvního, kdo začal cíleně využívat psychologii v šachové hře, je považován druhý mistr světa Emanuel Lasker.
Přistupoval k partii nejen jako k objektivní pozici, nezávisle na soupeři, ale taktéž analyzoval soupeře, jeho styl a schopnosti. Praví se, že tuto svou schopnost získal nejspíše v době svého mládí, kdy byl nucen hrát šachy po kavárnách o peníze. Údajně někdy i úmyslně provedl slabší tah, který však z hlediska šachové psychologie jeho soupeři nevyhovoval. Někteří jeho soupeři (kupříkladu Siegbert Tarrasch) tuto strategii neuznávali a mluvili o Laskerovi v tom smyslu, že má v partiích jen veliké štěstí.
Známou ukázkou psychologického vlivu na průběh partie je rozhodující duel v zápase o titul mistra světa mezi Laskerem a vyzyvatelem Karlem Schlechterem v roce 1910. Schlechter v zápase vedl a v rozhodující partii Lasker v horší pozici zahrál slabší tah. Schlechter však vyhrávající strategii přehlédl a pozice se srovnala. Schlechter mohl partii ještě zremizovat, ale zřejmě pod tlakem vědomí, že propásl výhru, znovu nepochopitelně zachyboval a partii nakonec dokonce prohrál. Lasker tím srovnal stav zápasu na 5:5 a podle podmínek tak titul mistra světa uhájil. 
Dnes psychologii používá téměř každý závodní šachista, minimálně při výběru zahájení. Do této oblasti také lze zařadit chování v časové tísni.